# Disocactus kimnachii
Disocactus kimnachii är en kaktusväxtart som beskrevs av Gordon Douglas Rowley. Disocactus kimnachii ingår i släktet Disocactus och familjen kaktusväxter. Inga underarter finns listade i Catalogue of Life.